# Decalepis salicifolia
Decalepis salicifolia là một loài thực vật có hoa trong họ La bố ma. Loài này được (Bedd. ex Hook.f.) Venter mô tả khoa học đầu tiên năm 2001.